# NGC 2962
NGC 2962 ist eine linsenförmige Galaxie vom Hubble-Typ SB0 im Sternbild Hydra südlich der Ekliptik. Sie ist schätzungsweise 82 Millionen Lichtjahre von der Milchstraße entfernt und hat einen Durchmesser von etwa 55.000 Lj. Gemeinsam mit NGC 2966 und PGC 27248 bildet sie die NGC 2966-Gruppe.
Die Typ-Ia-Supernova SN 1995D wurde hier beobachtet.
Das Objekt wurde am 10. Dezember 1864 vom deutschen Astronomen Albert Marth entdeckt.